# Camel (cigaretta)
A Camel amerikai cigarettamárka, amelyet Amerikában az R. J. Reynolds Tobacco Company gyárt, míg Amerikán kívül a Japan Tobacco forgalmazza.
A mai Camel cigaretták általában török és virginia dohány keverékéből állnak. Winston-Salem (Észak-Karolina), az R. J. Tobacco szülőhelye a "Camel City" ("Teveváros") becenevet kapta a márka népszerűsége miatt.
R.J. Reynolds, a nevét viselő cég alapítója 1913-ban megújította a cigarettacsomagolást. Azelőtt a dohányosok maguk sodorták a cigarettát, amely miatt kisebb volt az igény a kész csomagolásra. Reynolds egy új ízt fejlesztett ki, amellyel megteremtette a Camel cigarettát, amit azért nevezett el így, mert török dohányt tartalmazott, mellyel az akkor divatos egyiptomi cigarettákat utánozta. Egy éven belül 425 millió dobozt adott el.